# Rhypopteryx lymantrioides
Rhypopteryx lymantrioides är en fjärilsart som beskrevs av Erich Martin Hering 1926. Rhypopteryx lymantrioides ingår i släktet Rhypopteryx och familjen tofsspinnare. Inga underarter finns listade.